# Ben Elton
Benjamin Charles „Ben” Elton (ur. 3 maja 1959 w Londynie) – brytyjski komik, autor, dramaturg, librecista muzyczny, aktor i reżyser Współautorem musicali: We Will Rock You - opartego na muzyce Queen, Love Never Dies (kontynuacji Upiora w operze) z muzyką Andrew Lloyd Webbera oraz cyklu brytyjskich seriali komediowych pod tytułem Czarna Żmija produkowanego przez telewizję BBC w latach 1983-1999.

## Twórczość
- 1989 - Stark
- 1991 - Gridlock
- 1993 - This Other Eden
- 1996 - Popcorn (wyd. pol. pt. Popcorn, tłum. J. Spólny, Poznań 1998); powieść wyróżniona nagrodą Złoty Sztylet
- 1998 - Blast from the Past
- 1999 - Inconceivable
- 2001 - Dead Famous (wyd. pol. Sława aż do śmierci, przekł. Lech Z. Żołędziewski, Poznań 2004)
- 2002 - High Society
- 2004 - Past Mortem
- 2005 - The First Casualty
- 2006 - Chart Throb
- 2007 - Blind Faith (wyd. pol. Ślepa wiara, przekł. Jacek Manicki, Warszawa 2009)
- 2010 - Meltdown
- 2012 - Two Brothers